# PSD Bank München
Die PSD Bank München eG ist eine deutsche genossenschaftliche regional agierende Direktbank für Privatkunden mit Sitz in der bayerischen kreisfreien Stadt Augsburg.

## Geschichte
Die heutige PSD Bank München eG besteht nicht wie die meisten anderen Banken der PSD-Gruppe seit dem Jahr 1872. Damals wurden im ganzen Deutschen Kaiserreich „Post-Spar- und Vorschussvereine“ gegründet, die ab 1903 als „Post-Spar- und Darlehnsvereine“ firmierten. Ausnahme waren jedoch Bayern und Württemberg. Hier war eine Gründung erst ab dem Jahr 1934 möglich, als die Postverwaltung dieser Länder auf das Reich überging. Der Post-Spar- und Darlehnsverein München mit Sitz in Augsburg wurde am 21. Juni 1977 gegründet.
Im Jahr 1998 erfolgte die Rechtsformänderung in eine Genossenschaft und Umfirmierung in PSD Bank München eG.

## Rechtsverhältnisse
Die PSD Bank München eG ist im Genossenschaftsregister beim Amtsgericht Augsburg unter GnR 1633 eingetragen.

## Organisationsstruktur
Rechtsgrundlagen sind das Genossenschaftsgesetz und die durch die Generalversammlung beschlossene Satzung. Organe der Bank sind der Vorstand, der Aufsichtsrat und die Generalversammlung.

## Sicherungseinrichtung
Die PSD Bank München eG ist der amtlich anerkannten Sicherungseinrichtung des Bundesverbandes der Deutschen Volksbanken und Raiffeisenbanken GmbH und der zusätzlichen freiwilligen Sicherungseinrichtung des Bundesverbandes der Deutschen Volksbanken und Raiffeisenbanken e.V. angeschlossen.

## Geschäftsausrichtung
Die PSD Bank München eG betreibt das Universalbankgeschäft und bietet für Privatkunden Finanzdienstleistungen auf den Gebieten Baufinanzierung, Ratenkredite, Anlageprodukte und Giro. Die Bank ist Mitglied im Bankcard-Servicenetz. Im Verbundgeschäft arbeitet sie mit der DZ Bank, R+V Versicherung, Bausparkasse Schwäbisch Hall, VisualVest GmbH, GENO Broker GmbH, Franklin Templeton Investments und der Union Investment zusammen. Als Direktbank werden die Kontaktkanäle Web, Onlinebanking, Telefon/Fax und Brief angeboten. 
Die PSD Bank München eG gehört der PSD Bankengruppe an. Als eine der zwölf selbständigen PSD Banken ist sie Mitglied im Bundesverband der Deutschen Volksbanken und Raiffeisenbanken (BVR).

## Geschäftsgebiet
Der Geschäftsbereich erstreckt sich über Schwaben, Oberbayern und seit 2015 auch über Niederbayern, da die vormalige PSD Bank Niederbayern-Oberpfalz eG aus der Bankengruppe ausgetreten ist.
An diesen Orten betreibt die Bank Filialen:
- Augsburg (Hauptstelle, jur. Sitz)
- München (Geschäftsstelle)